# Friedhofskapelle Marbach am Walde

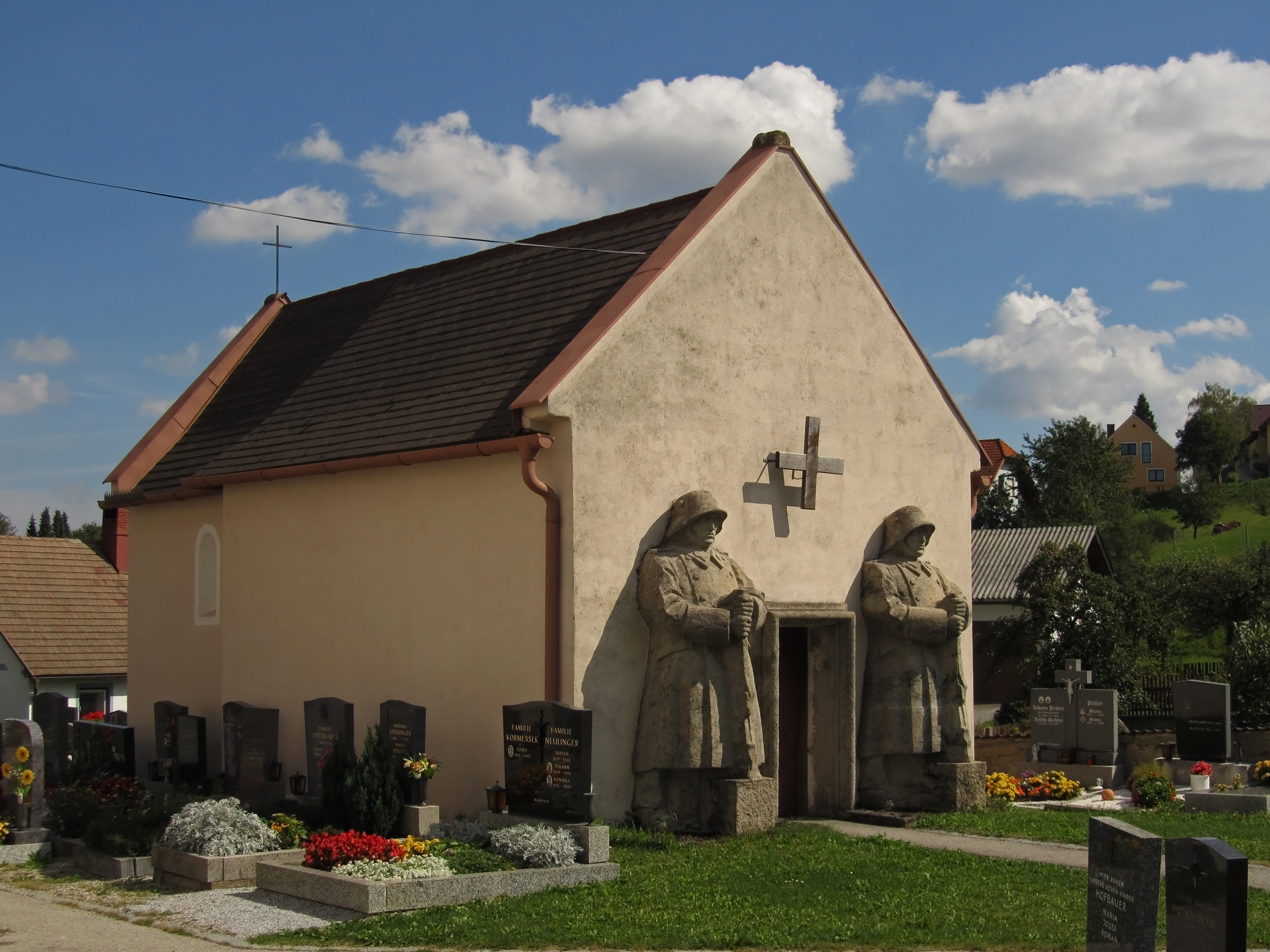
Friedhofskapelle in Marbach am Walde

Die romanische Friedhofskapelle Marbach am Walde steht im Friedhof neben der gotischen Pfarrkirche Marbach am Walde in der Ortschaft Marbach am Walde in der Stadtgemeinde Zwettl-Niederösterreich. Der auf die Heilige Anna geweihte Kirchenbau steht unter Denkmalschutz (Listeneintrag).

## Geschichte
Der romanische Kirchenbau aus dem 12. Jahrhundert ist die Vorgängerkirche der gotischen Pfarrkirche aus dem Ende des 13. und Anfang des 14. Jahrhunderts. Die Kapelle wurde 1932 renoviert und erhielt ein Kriegerdenkmal an der Westfront. 1935 wurde die Kapelle als Kriegergedächtniskapelle geweiht. Heute dient die Kapelle aus Aufbahrungshalle.

## Architektur
Der schlichte ungegliederte Kirchenbau hat ein Langhaus und einen eingezogenen Rechteckchor unter einem gemeinsamen Satteldach. Südlich am Langhaus und am Chor zeigen sich romanische Rundbogenfenster in Trichterlaibung. Das Rechteckportal ist mittig in der Westgiebelfront. Links und rechts des Portals stehen überlebensgroße Krieger auf Sockeln.
Das Langhaus hat ein Tonnengewölbe, der Triumphbogen ist spitzbogig, der Chor hat ein Kreuzgratgewölbe.

## Friedhof
Am Friedhof steht ein Kruzifix des Bildhauers Wilhelm Engelmayer aus den 1950er Jahren.